# Tour de France 2021
108. ročník etapového cyklistického závodu Tour de France se konal mezi 26. červnem a 18. červencem 2021. Závod dlouhý 3414,6 km vyhrál obhájce vítězství z týmu UAE Team Emirates, Slovinec Tadej Pogačar. Na druhém a třetím místě se umístili Dán Jonas Vingegaard (Team Jumbo–Visma) a Ekvádorec Richard Carapaz (Ineos Grenadiers).
Vítězem bodovací soutěže se stal podruhé v kariéře Mark Cavendish (Deceuninck-Quick-Step). Zelený trikot pro lídra této klasifikace získal po 4. etapě, kterou vyhrál. Byla to jeho první vítězná etapa na Tour od ročníku 2016. Nakonec vyhrál ještě etapy 6, 10 a 13, čímž vyrovnal rekord Eddyho Merckxe v počtu vyhraných etap Tour; oba jich vyhráli 34. Mimo maillot jaune Pogačar obhájil i vítězství v soutěžích pro vrchaře a mladé závodníky. Vedení v první zmiňované klasifikaci získal po dvou po sobě jdoucích etapových vítězstvích v Pyrenejích, díky nimž získal celkově 80 bodů, neboť obě závěrečná stoupání těchto etap nabízela dvojnásobný počet bodů oproti normálním stoupáním 1. kategorie. V soutěži mladých jezdců se Pogačar ujal vedení už po 1. etapě a držel si ho bez přestávky až do cíle v Paříži. Team Bahrain Victorious vyhrál soutěž týmů, zatímco Franck Bonnamour (B&B Hotels p/b KTM) získal cenu pro největšího bojovníka závodu díky několika účastem v únicích.
Závod měl původně začít v Kodani, ale z důvodu kolize s odsunutým mistrovstvím Evropy ve fotbale se start v Kodani odložil na rok 2022 a pro tento ročník byl Grand Départ přesunut do Brestu. Tour de France většinou začíná na začátku července, ale z důvodu přeložení Letních olympijských her 2020 na rok 2021 tento ročník začal už 26. června. Hned první den závodu poznamenaly dvě hromadné srážky. První způsobila neukázněná francouzská divačka, která zavinila srážku a pád nejméně 60 závodníků, z toho dva měli tak vážná zranění, že museli ukončit účast v soutěži. Soud v Brestu ženu později odsoudil k pokutě 1.200 EUR za obecné ohrožení a k symbolickému odškodnění 1 Euro cyklistické unii.

## Týmy
Podrobnější informace najdete v článku Seznam týmů a jezdců na Tour de France 2021
Tour de France 2021 se zúčastnilo 23 týmů. Všech 19 UCI WorldTeamů bylo pozváno automaticky a bylo povinno se závodu zúčastnit. Ty byly doplněny čtyřmi UCI ProTeamy. Týmy Arkéa–Samsic, B&B Hotels p/b KTM a Team TotalEnergies byly pozvány na divokou kartu, zatímco tým Alpecin–Fenix byl pozván automaticky jakožto nejlepší UCI ProTeam sezóny 2020. Na start se postavilo celkem 184 jezdců, do cíle na Avenue des Champs-Élysées v Paříži dojelo 141 jezdců.

### UCI WorldTeamy
- AG2R Citroën Team
- Astana–Premier Tech
- Bora–Hansgrohe
- Cofidis
- Deceuninck–Quick-Step
- EF Education–Nippo
- Groupama–FDJ
- Ineos Grenadiers
- Intermarché–Wanty–Gobert Matériaux
- Israel Start-Up Nation
- Lotto–Soudal
- Movistar Team
- Team Bahrain Victorious
- Team BikeExchange
- Team DSM
- Team Jumbo–Visma
- Team Qhubeka NextHash
- Trek–Segafredo
- UAE Team Emirates

### UCI ProTeamy
- Alpecin–Fenix
- Arkéa–Samsic
- B&B Hotels p/b KTM
- Team TotalEnergies

## Favorité před závodem
Před startem závodu byli za největší favority na celkové vítězství považováni Tadej Pogačar (UAE Team Emirates) a Primož Roglič (Team Jumbo–Visma). Jejich hlavními rivaly měli být tři závodníci týmu Ineos Grenadiers, a to šampion Tour z roku 2018 Geraint Thomas, vítěz Gira 2019 Richard Carapaz a obhájce celkového 3. místa z předcházejícího ročníku Richie Porte.
Pogačar jakožto obhájce vítězství vstoupil do sezóny 2021 úspěšně díky celkovým vítězstvím na UAE Tour, Tirrenu–Adriaticu a Kolem Slovinska, 3. místu celkově na Kolem Baskicka a vítězství na monumentu Lutych–Bastogne–Lutych. Roglič, jenž o rok dříve závod dokončil na celkovém 2. místě, vyhrál 3 etapy a bodovací soutěž na Paříž–Nice předtím, než vyhrál etapový závod Kolem Baskicka, kde také vyhrál bodovací a vrchařskou soutěž společně s 1 etapou. Thomas získal celkové vítězství na Tour de Romandie a v červnu dokončil celkově třetí na Critériu du Dauphiné, které vyhrál jeho týmový kolega Porte. Carapaz vyhrál další přípravný závod před Tour, a to Tour de Suisse.
Dalšími favority na vítězství byli Rigoberto Urán (EF Education–Nippo), duo z týmu Movistar Team Enric Mas a Miguel Ángel López, Francouzi Julian Alaphilippe (Deceuninck–Quick-Step), Guillaume Martin (Cofidis) a David Gaudu (Groupama–FDJ), vítěz Gira 2020 Tao Geoghegan Hart (Ineos Grenadiers) a celkově třetí z toho samého závodu, Wilco Kelderman (Bora–Hansgrohe).
Favorité pro vítězství v bodovací soutěži a rovinatých, popřípadě zvlněných etapách, byli sedminásobný vítěz této klasifikace Peter Sagan (Bora–Hansgrohe), Caleb Ewan (Lotto–Soudal), Arnaud Démare (Groupama–FDJ), Tim Merlier, Jasper Philipsen a Mathieu van der Poel (Alpecin–Fenix), Wout van Aert (Team Jumbo–Visma), Sonny Colbrelli (Team Bahrain Victorious), Michael Matthews (Team BikeExchange) a Mark Cavendish (Deceuninck–Quick-Step), jenž sloužil jako pozdní náhrada za zraněného obhájce vítězství v bodovací soutěži a týmového kolegu Sama Bennetta.

## Trasa
Trasa Tour de France 2021 byla odhalena 1. listopadu 2020.
| Etapa         | Datum         | Trasa                                       | Vzdálenost                 | Typ       | Typ                  | Vítěz                      |
| ------------- | ------------- | ------------------------------------------- | -------------------------- | --------- | -------------------- | -------------------------- |
| 1             | 26. června    | Brest - Landerneau                          | 198 km                     |           | Kopcovitá etapa      | Julian Alaphilippe (FRA)   |
| 2             | 27. června    | Perros - Mûr-de-Bretagne (Guerlédan)        | 183,5 km                   |           | Středně těžká etapa  | Mathieu van der Poel (NED) |
| 3             | 28. června    | Lorient - Pontivy                           | 182,9 km                   |           | Rovinatá etapa       | Tim Merlier (BEL)          |
| 4             | 29. června    | Redon - Fougères                            | 150,4 km                   |           | Rovinatá etapa       | Mark Cavendish (GBR)       |
| 5             | 30. června    | Changé - Laval                              | 27,2 km                    |           | Individuální časovka | Tadej Pogačar (SLO)        |
| 6             | 1. července   | Tours - Châteauroux                         | 160,6 km                   |           | Rovinatá etapa       | Mark Cavendish (GBR)       |
| 7             | 2. července   | Vierzon - Le Creusot                        | 249,1 km                   |           | Středně těžká etapa  | Matej Mohorič (SLO)        |
| 8             | 3. července   | Oyonnax - Le Grand Bornand                  | 150,8 km                   |           | Horská etapa         | Dylan Teuns (BEL)          |
| 9             | 4. července   | Cluses - Tignes                             | 144,9 km                   |           | Horská etapa         | Ben O'Connor (AUS)         |
|               | 5. července   | Tignes                                      | Tignes                     |           | Volný den            | Volný den                  |
| 10            | 6. července   | Albertville - Valence                       | 190,7 km                   |           | Rovinatá etapa       | Mark Cavendish (GBR)       |
| 11            | 7. července   | Sorgues - Malaucène                         | 198,9 km                   |           | Horská etapa         | Wout van Aert (BEL)        |
| 12            | 8. července   | Saint-Paul-Trois-Châteaux - Nîmes           | 159,4 km                   |           | Rovinatá etapa       | Nils Politt (GER)          |
| 13            | 9. července   | Nîmes - Carcassonne                         | 219,9 km                   |           | Rovinatá etapa       | Mark Cavendish (GBR)       |
| 14            | 10. července  | Carcassonne - Quillan                       | 183,7 km                   |           | Středně těžká etapa  | Bauke Mollema (NED)        |
| 15            | 11. července  | Céret - Andorra la Vella (Andorra)          | 191,3 km                   |           | Horská etapa         | Sepp Kuss (USA)            |
|               | 12. července  | Andorra la Vella (Andorra)                  | Andorra la Vella (Andorra) |           | Volný den            | Volný den                  |
| 16            | 13. července  | El Pas de la Casa (Andorra) - Saint-Gaudens | 169 km                     |           | Středně těžká etapa  | Patrick Konrad (AUT)       |
| 17            | 14. července  | Muret - Saint-Lary-Soulan (Col de Portet)   | 178,4 km                   |           | Horská etapa         | Tadej Pogačar (SLO)        |
| 18            | 15. července  | Pau - Luz Ardiden                           | 129,7 km                   |           | Horská etapa         | Tadej Pogačar (SLO)        |
| 19            | 16. července  | Mourenx - Libourne                          | 207 km                     |           | Rovinatá etapa       | Matej Mohorič (SLO)        |
| 20            | 17. července  | Libourne - Saint-Émilion                    | 30,8 km                    |           | Individuální časovka | Wout van Aert (BEL)        |
| 21            | 18. července  | Chatou - Paříž (Champs-Élysées)             | 108,4 km                   |           | Rovinatá etapa       | Wout van Aert (BEL)        |
| Celková délka | Celková délka | Celková délka                               | 3414,6 km                  | 3414,6 km | 3414,6 km            | 3414,6 km                  |

## Průběžné pořadí
| Etapa          | Vítěz                | Celkové pořadí       | Bodovací soutěž    | Vrchařská soutěž     | Soutěž mladých jezdců | Soutěž týmů             | Cena bojovnosti   |
| -------------- | -------------------- | -------------------- | ------------------ | -------------------- | --------------------- | ----------------------- | ----------------- |
| 1              | Julian Alaphilippe   | Julian Alaphilippe   | Julian Alaphilippe | Ide Schelling        | Tadej Pogačar         | Team Jumbo–Visma        | Ide Schelling     |
| 2              | Mathieu van der Poel | Mathieu van der Poel | Julian Alaphilippe | Mathieu van der Poel | Tadej Pogačar         | Team Jumbo–Visma        | Edward Theuns     |
| 3              | Tim Merlier          | Mathieu van der Poel | Julian Alaphilippe | Ide Schelling        | Tadej Pogačar         | Team Bahrain Victorious | Michael Schär     |
| 4              | Mark Cavendish       | Mathieu van der Poel | Mark Cavendish     | Ide Schelling        | Tadej Pogačar         | Team Bahrain Victorious | Brent Van Moer    |
| 5              | Tadej Pogačar        | Mathieu van der Poel | Mark Cavendish     | Ide Schelling        | Tadej Pogačar         | Team Jumbo–Visma        | neuděleno         |
| 6              | Mark Cavendish       | Mathieu van der Poel | Mark Cavendish     | Ide Schelling        | Tadej Pogačar         | Team Jumbo–Visma        | Greg Van Avermaet |
| 7              | Matej Mohorič        | Mathieu van der Poel | Mark Cavendish     | Matej Mohorič        | Tadej Pogačar         | Team Jumbo–Visma        | Matej Mohorič     |
| 8              | Dylan Teuns          | Tadej Pogačar        | Mark Cavendish     | Wout Poels           | Tadej Pogačar         | Team Bahrain Victorious | Wout Poels        |
| 9              | Ben O'Connor         | Tadej Pogačar        | Mark Cavendish     | Nairo Quintana       | Tadej Pogačar         | Team Bahrain Victorious | Ben O'Connor      |
| 10             | Mark Cavendish       | Tadej Pogačar        | Mark Cavendish     | Nairo Quintana       | Tadej Pogačar         | Team Bahrain Victorious | Hugo Houle        |
| 11             | Wout van Aert        | Tadej Pogačar        | Mark Cavendish     | Nairo Quintana       | Tadej Pogačar         | Team Bahrain Victorious | Kenny Elissonde   |
| 12             | Nils Politt          | Tadej Pogačar        | Mark Cavendish     | Nairo Quintana       | Tadej Pogačar         | Team Bahrain Victorious | Nils Politt       |
| 13             | Mark Cavendish       | Tadej Pogačar        | Mark Cavendish     | Nairo Quintana       | Tadej Pogačar         | Team Bahrain Victorious | Quentin Pacher    |
| 14             | Bauke Mollema        | Tadej Pogačar        | Mark Cavendish     | Michael Woods        | Tadej Pogačar         | Team Bahrain Victorious | Bauke Mollema     |
| 15             | Sepp Kuss            | Tadej Pogačar        | Mark Cavendish     | Wout Poels           | Tadej Pogačar         | Team Bahrain Victorious | Wout van Aert     |
| 16             | Patrick Konrad       | Tadej Pogačar        | Mark Cavendish     | Wout Poels           | Tadej Pogačar         | Team Bahrain Victorious | Patrick Konrad    |
| 17             | Tadej Pogačar        | Tadej Pogačar        | Mark Cavendish     | Wout Poels           | Tadej Pogačar         | Team Bahrain Victorious | Anthony Pérez     |
| 18             | Tadej Pogačar        | Tadej Pogačar        | Mark Cavendish     | Tadej Pogačar        | Tadej Pogačar         | Team Bahrain Victorious | David Gaudu       |
| 19             | Matej Mohorič        | Tadej Pogačar        | Mark Cavendish     | Tadej Pogačar        | Tadej Pogačar         | Team Bahrain Victorious | Matej Mohorič     |
| 20             | Wout van Aert        | Tadej Pogačar        | Mark Cavendish     | Tadej Pogačar        | Tadej Pogačar         | Team Bahrain Victorious | neuděleno         |
| 21             | Wout van Aert        | Tadej Pogačar        | Mark Cavendish     | Tadej Pogačar        | Tadej Pogačar         | Team Bahrain Victorious | neuděleno         |
| Konečné pořadí | Konečné pořadí       | Tadej Pogačar        | Mark Cavendish     | Tadej Pogačar        | Tadej Pogačar         | Team Bahrain Victorious | Franck Bonnamour  |

## Konečné pořadí

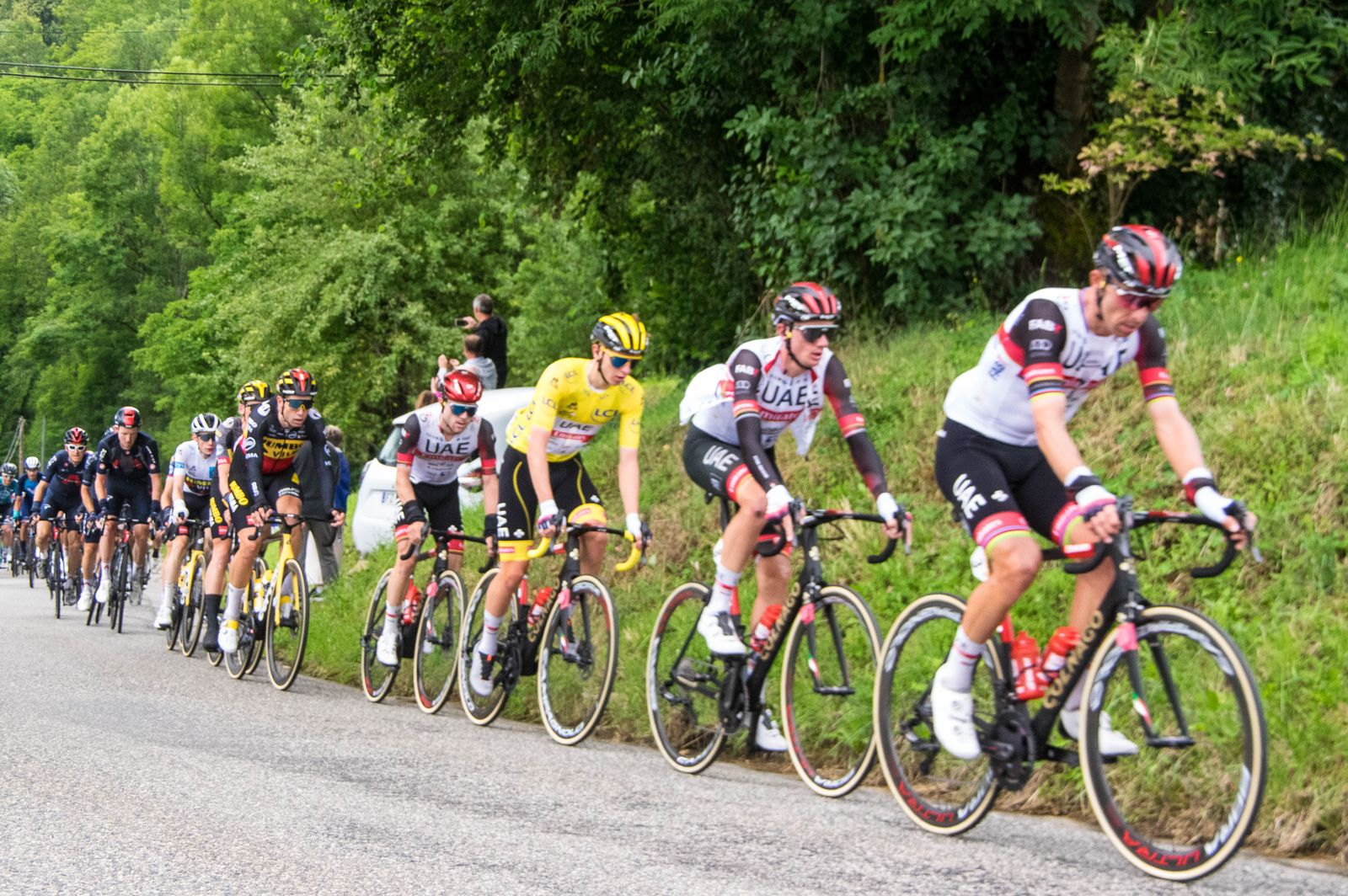
Tadej Pogačar (ve žlutém) obklopený týmovými kolegy v průběhu závodu.

| Legenda | Legenda                           | Legenda | Legenda                                 |
| ------- | --------------------------------- | ------- | --------------------------------------- |
|         | Označuje vítěze celkového pořadí. |         | Označuje vítěze vrchařské soutěže.      |
|         | Označuje vítěze bodovací soutěže. |         | Označuje vítěze soutěže mladých jezdců. |
|         | Označuje vítěze soutěže týmů.     |         | Označuje vítěze ceny bojovnosti.        |

### Celkové pořadí
| Pořadí                  | Jezdec                        | Tým                                | Čas          |
| ----------------------- | ----------------------------- | ---------------------------------- | ------------ |
| 1                       | Tadej Pogačar (SLO)           | UAE Team Emirates                  | 82h 56' 36"  |
| 2                       | Jonas Vingegaard (DEN)        | Team Jumbo–Visma                   | + 5' 20"     |
| 3                       | Richard Carapaz (ECU)         | Ineos Grenadiers                   | + 7' 03"     |
| 4                       | Ben O'Connor (AUS)            | AG2R Citroën Team                  | + 10' 02"    |
| 5                       | Wilco Kelderman (NED)         | Bora–Hansgrohe                     | + 10' 13"    |
| 6                       | Enric Mas (ESP)               | Movistar Team                      | + 11' 43"    |
| 7                       | Alexej Lucenko (KAZ)          | Astana–Premier Tech                | + 12' 23"    |
| 8                       | Guillaume Martin (FRA)        | Cofidis                            | + 15' 33"    |
| 9                       | Pello Bilbao (ESP)            | Team Bahrain Victorious            | + 16' 04"    |
| 10                      | Rigoberto Uran (COL)          | EF Education–Nippo                 | + 18' 34"    |
| Konečné pořadí (11–141) |                               |                                    |              |
| Pořadí                  | Jezdec                        | Tým                                | Čas          |
| 11                      | David Gaudu (FRA)             | Groupama–FDJ                       | + 21' 50"    |
| 12                      | Mattia Cattaneo (ITA)         | Deceuninck–Quick-Step              | + 24' 58"    |
| 13                      | Esteban Chaves (COL)          | Team BikeExchange                  | + 37' 48"    |
| 14                      | Louis Meintjes (RSA)          | Intermarché–Wanty–Gobert Matériaux | + 38' 09"    |
| 15                      | Aurélien Paret-Peintre (FRA)  | AG2R Citroën Team                  | + 39' 09"    |
| 16                      | Wout Poels (NED)              | Team Bahrain Victorious            | + 50' 35"    |
| 17                      | Dylan Teuns (BEL)             | Team Bahrain Victorious            | + 51' 40"    |
| 18                      | Ruben Guerreiro (POR)         | EF Education–Nippo                 | + 54' 10"    |
| 19                      | Wout van Aert (BEL)           | Team Jumbo–Visma                   | + 57' 02"    |
| 20                      | Bauke Mollema (NED)           | Trek–Segafredo                     | + 1h 02' 18" |
| 21                      | Sergio Henao (COL)            | Team Qhubeka NextHash              | + 1h 03' 12" |
| 22                      | Franck Bonnamour (FRA)        | B&B Hotels p/b KTM                 | + 1h 04' 35" |
| 23                      | Jonathan Castroviejo (ESP)    | Ineos Grenadiers                   | + 1h 06' 20" |
| 24                      | Alejandro Valverde (ESP)      | Movistar Team                      | + 1h 07' 50" |
| 25                      | Sergio Higuita (COL)          | EF Education–Nippo                 | + 1h 09' 16" |
| 26                      | Jon Izagirre (ESP)            | Astana–Premier Tech                | + 1h 23' 39" |
| 27                      | Patrick Konrad (AUT)          | Bora–Hansgrohe                     | + 1h 27' 06" |
| 28                      | Nairo Quintana (COL)          | Arkéa–Samsic                       | + 1h 33' 11" |
| 29                      | Xandro Meurisse (BEL)         | Alpecin–Fenix                      | + 1h 40' 48" |
| 30                      | Julian Alaphilippe (FRA)      | Deceuninck–Quick-Step              | + 1h 43' 06" |
| 31                      | Matej Mohorič (SLO)           | Team Bahrain Victorious            | + 1h 50' 04" |
| 32                      | Sepp Kuss (USA)               | Team Jumbo–Visma                   | + 1h 50' 04" |
| 33                      | Emanuel Buchmann (GER)        | Bora–Hansgrohe                     | + 1h 51' 05" |
| 34                      | Rafał Majka (POL)             | UAE Team Emirates                  | + 1h 54' 04" |
| 35                      | Quentin Pacher (FRA)          | B&B Hotels p/b KTM                 | + 1h 55' 34" |
| 36                      | Kenny Elissonde (FRA)         | Trek–Segafredo                     | + 1h 56' 33" |
| 37                      | Julien Bernard (FRA)          | Trek–Segafredo                     | + 2h 03' 32" |
| 38                      | Richie Porte (AUS)            | Ineos Grenadiers                   | + 2h 06' 39" |
| 39                      | Jasper Stuyven (BEL)          | Trek–Segafredo                     | + 2h 07' 39" |
| 40                      | Dan Martin (IRL)              | Israel Start-Up Nation             | + 2h 09' 35" |
| 41                      | Geraint Thomas (GBR)          | Ineos Grenadiers                   | + 2h 11' 37" |
| 42                      | Valentin Madouas (FRA)        | Groupama–FDJ                       | + 2h 11' 39" |
| 43                      | Neilson Powless (USA)         | EF Education–Nippo                 | + 2h 13' 33" |
| 44                      | Davide Formolo (ITA)          | UAE Team Emirates                  | + 2h 15' 56" |
| 45                      | Mark Donovan (GBR)            | Team DSM                           | + 2h 17' 40" |
| 46                      | Cristián Rodríguez (ESP)      | Team TotalEnergies                 | + 2h 19' 31" |
| 47                      | Pierre Latour (FRA)           | Team TotalEnergies                 | + 2h 19' 36" |
| 48                      | Jan Bakelants (BEL)           | Intermarché–Wanty–Gobert Matériaux | + 2h 21' 30" |
| 49                      | Stefan Küng (SUI)             | Groupama–FDJ                       | + 2h 22' 03" |
| 50                      | Nils Politt (GER)             | Bora–Hansgrohe                     | + 2h 22' 44" |
| 51                      | Pierre Rolland (FRA)          | B&B Hotels p/b KTM                 | + 2h 23' 11" |
| 52                      | Sonny Colbrelli (ITA)         | Team Bahrain Victorious            | + 2h 24' 39" |
| 53                      | Michael Valgren (DEN)         | EF Education–Nippo                 | + 2h 26' 16" |
| 54                      | Dylan van Baarle (NED)        | Ineos Grenadiers                   | + 2h 27' 07" |
| 55                      | Jonas Rutsch (GER)            | EF Education–Nippo                 | + 2h 29' 33" |
| 56                      | Magnus Cort (DEN)             | EF Education–Nippo                 | + 2h 30' 23" |
| 57                      | Omar Fraile (ESP)             | Astana–Premier Tech                | + 2h 31' 14" |
| 58                      | Michael Schär (SUI)           | AG2R Citroën Team                  | + 2h 35' 18" |
| 59                      | Silvan Dillier (SUI)          | Alpecin–Fenix                      | + 2h 35' 43" |
| 60                      | Tao Geoghegan Hart (GBR)      | Ineos Grenadiers                   | + 2h 37' 02" |
| 61                      | Élie Gesbert (FRA)            | Arkéa–Samsic                       | + 2h 38' 28" |
| 62                      | Simon Geschke (GER)           | Cofidis                            | + 2h 38' 51" |
| 63                      | Lorenzo Rota (ITA)            | Intermarché–Wanty–Gobert Matériaux | + 2h 39' 57" |
| 64                      | Kasper Asgreen (DEN)          | Deceuninck–Quick-Step              | + 2h 43' 41" |
| 65                      | Brent Van Moer (BEL)          | Lotto–Soudal                       | + 2h 43' 49" |
| 66                      | Hugo Houle (CAN)              | Astana–Premier Tech                | + 2h 44' 39" |
| 67                      | Imanol Erviti (ESP)           | Movistar Team                      | + 2h 49' 07" |
| 68                      | Michał Kwiatkowski (POL)      | Ineos Grenadiers                   | + 2h 49' 22" |
| 69                      | Brandon McNulty (USA)         | UAE Team Emirates                  | + 2h 50' 53" |
| 70                      | Oliver Naesen (BEL)           | AG2R Citroën Team                  | + 2h 52' 25" |
| 71                      | Toms Skujiņš (LAT)            | Trek–Segafredo                     | + 2h 52' 56" |
| 72                      | Víctor de la Parte (ESP)      | Team TotalEnergies                 | + 2h 54' 28" |
| 73                      | Anthony Turgis (FRA)          | Team TotalEnergies                 | + 2h 55' 51" |
| 74                      | Alex Aranburu (ESP)           | Astana–Premier Tech                | + 2h 56' 44" |
| 75                      | Dorian Godon (FRA)            | AG2R Citroën Team                  | + 2h 57' 11" |
| 76                      | Mike Teunissen (NED)          | Team Jumbo–Visma                   | + 2h 58' 25" |
| 77                      | Rui Costa (POR)               | UAE Team Emirates                  | + 2h 58' 29" |
| 78                      | Fabien Doubey (FRA)           | Team TotalEnergies                 | + 3h 02' 45" |
| 79                      | Michael Matthews (AUS)        | Team BikeExchange                  | + 3h 03' 30" |
| 80                      | Georg Zimmermann (GER)        | Intermarché–Wanty–Gobert Matériaux | + 3h 05' 48" |
| 81                      | Cyril Gautier (FRA)           | B&B Hotels p/b KTM                 | + 3h 08' 30" |
| 82                      | Thomas De Gendt (BEL)         | Lotto–Soudal                       | + 3h 08' 46" |
| 83                      | Bruno Armirail (FRA)          | Groupama–FDJ                       | + 3h 09' 58" |
| 84                      | Rubén Fernández (ESP)         | Cofidis                            | + 3h 10' 43" |
| 85                      | Harry Sweeny (AUS)            | Lotto–Soudal                       | + 3h 10' 52" |
| 86                      | Anthony Perez (FRA)           | Cofidis                            | + 3h 10' 56" |
| 87                      | Jesús Herrada (ESP)           | Cofidis                            | + 3h 11' 15" |
| 88                      | Cyril Barthe (FRA)            | B&B Hotels p/b KTM                 | + 3h 12' 31" |
| 89                      | Connor Swift (GBR)            | Arkéa–Samsic                       | + 3h 13' 48" |
| 90                      | Jorge Arcas (ESP)             | Movistar Team                      | + 3h 14' 41" |
| 91                      | Christophe Laporte (FRA)      | Cofidis                            | + 3h 15' 03" |
| 92                      | Pierre-Luc Périchon (FRA)     | Cofidis                            | + 3h 16' 27" |
| 93                      | Maxime Chevalier (FRA)        | B&B Hotels p/b KTM                 | + 3h 16' 54" |
| 94                      | Iván García Cortina (ESP)     | Movistar Team                      | + 3h 21' 25" |
| 95                      | Jonas Rickaert (BEL)          | Alpecin–Fenix                      | + 3h 22' 36" |
| 96                      | Fred Wright (GBR)             | Team Bahrain Victorious            | + 3h 24' 19" |
| 97                      | Greg Van Avermaet (BEL)       | AG2R Citroën Team                  | + 3h 24' 29" |
| 98                      | Marc Hirschi (SUI)            | UAE Team Emirates                  | + 3h 24' 38" |
| 99                      | Philippe Gilbert (BEL)        | Lotto–Soudal                       | + 3h 27' 22" |
| 100                     | Luke Durbridge (AUS)          | Team BikeExchange                  | + 3h 28' 05" |
| 101                     | Carlos Verona (ESP)           | Movistar Team                      | + 3h 28' 40" |
| 102                     | Luka Mezgec (SLO)             | Team BikeExchange                  | + 3h 30' 17" |
| 103                     | Stefan Bissegger (SUI)        | EF Education–Nippo                 | + 3h 31' 35" |
| 104                     | Edward Theuns (BEL)           | Trek–Segafredo                     | + 3h 33' 31" |
| 105                     | Guillaume Boivin (CAN)        | Israel Start-Up Nation             | + 3h 33' 42" |
| 106                     | Kristian Sbaragli (ITA)       | Alpecin–Fenix                      | + 3h 34' 19" |
| 107                     | Benoît Cosnefroy (FRA)        | AG2R Citroën Team                  | + 3h 34' 54" |
| 108                     | Davide Ballerini (ITA)        | Deceuninck–Quick-Step              | + 3h 35' 13" |
| 109                     | Jasper Philipsen (BEL)        | Alpecin–Fenix                      | + 3h 42' 11" |
| 110                     | Mikkel Bjerg (DEN)            | UAE Team Emirates                  | + 3h 42' 21" |
| 111                     | Casper Pedersen (DEN)         | Team DSM                           | + 3h 42' 52" |
| 112                     | Vegard Stake Laengen (NOR)    | UAE Team Emirates                  | + 3h 43' 33" |
| 113                     | Dmitrij Gruzdev (KAZ)         | Astana–Premier Tech                | + 3h 44' 49" |
| 114                     | Christopher Juul-Jensen (DEN) | Team BikeExchange                  | + 3h 45' 07" |
| 115                     | Daniel Oss (ITA)              | Bora–Hansgrohe                     | + 3h 46' 53" |
| 116                     | Lukas Pöstlberger (AUT)       | Bora–Hansgrohe                     | + 3h 47' 12" |
| 117                     | Boy van Poppel (NED)          | Intermarché–Wanty–Gobert Matériaux | + 3h 50' 25" |
| 118                     | Petr Vakoč (CZE)              | Alpecin–Fenix                      | + 3h 51' 06" |
| 119                     | Ide Schelling (NED)           | Bora–Hansgrohe                     | + 3h 51' 16" |
| 120                     | Danny van Poppel (NED)        | Intermarché–Wanty–Gobert Matériaux | + 3h 52' 53" |
| 121                     | Max Walscheid (GER)           | Team Qhubeka NextHash              | + 3h 53' 05" |
| 122                     | Omer Goldstein (ISR)          | Israel Start-Up Nation             | + 3h 55' 26" |
| 123                     | Simon Clarke (AUS)            | Team Qhubeka NextHash              | + 3h 56' 08" |
| 124                     | Carlos Barbero (ESP)          | Team Qhubeka NextHash              | + 4h 00' 20" |
| 125                     | André Greipel (GER)           | Israel Start-Up Nation             | + 4h 01' 26" |
| 126                     | Nils Eekhoff (NED)            | Team DSM                           | + 4h 02' 44" |
| 127                     | Marco Haller (AUT)            | Team Bahrain Victorious            | + 4h 03' 01" |
| 128                     | Joris Nieuwenhuis (NED)       | Team DSM                           | + 4h 03' 22" |
| 129                     | Julien Simon (FRA)            | Team TotalEnergies                 | + 4h 05' 49" |
| 130                     | Sean Bennett (USA)            | Team Qhubeka NextHash              | + 4h 07' 42" |
| 131                     | Jelle Wallays (BEL)           | Cofidis                            | + 4h 09' 46" |
| 132                     | Jérémy Cabot (FRA)            | Team TotalEnergies                 | + 4h 11' 35" |
| 133                     | Chris Froome (GBR)            | Israel Start-Up Nation             | + 4h 12' 01" |
| 134                     | Rick Zabel (GER)              | Israel Start-Up Nation             | + 4h 13' 07" |
| 135                     | Dries Devenyns (BEL)          | Deceuninck–Quick-Step              | + 4h 20' 49" |
| 136                     | Reto Hollenstein (SUI)        | Israel Start-Up Nation             | + 4h 24' 19" |
| 137                     | Mads Pedersen (DEN)           | Trek–Segafredo                     | + 4h 29' 17" |
| 138                     | Michael Mørkøv (DEN)          | Deceuninck–Quick-Step              | + 4h 32' 45" |
| 139                     | Mark Cavendish (GBR)          | Deceuninck–Quick-Step              | + 4h 34' 14" |
| 140                     | Cees Bol (NED)                | Team DSM                           | + 4h 36' 39" |
| 141                     | Tim Declercq (BEL)            | Deceuninck–Quick-Step              | + 5h 01' 09" |

### Bodovací soutěž
| Pořadí | Jezdec                   | Tým                     | Body |
| ------ | ------------------------ | ----------------------- | ---- |
| 1      | Mark Cavendish (GBR)     | Deceuninck–Quick-Step   | 337  |
| 2      | Michael Matthews (AUS)   | Team BikeExchange       | 291  |
| 3      | Sonny Colbrelli (ITA)    | Team Bahrain Victorious | 227  |
| 4      | Jasper Philipsen (BEL)   | Alpecin–Fenix           | 216  |
| 5      | Wout van Aert (BEL)      | Team Jumbo–Visma        | 171  |
| 6      | Matej Mohorič (SLO)      | Team Bahrain Victorious | 163  |
| 7      | Julian Alaphilippe (FRA) | Deceuninck–Quick-Step   | 155  |
| 8      | Tadej Pogačar (SLO)      | UAE Team Emirates       | 154  |
| 9      | Michael Mørkøv (DEN)     | Deceuninck–Quick-Step   | 124  |
| 10     | Jonas Vingegaard (DEN)   | Team Jumbo–Visma        | 103  |

### Vrchařská soutěž
| Pořadí | Jezdec                 | Tým                     | Body |
| ------ | ---------------------- | ----------------------- | ---- |
| 1      | Tadej Pogačar (SLO)    | UAE Team Emirates       | 107  |
| 2      | Wout Poels (NED)       | Team Bahrain Victorious | 88   |
| 3      | Jonas Vingegaard (DEN) | Team Jumbo–Visma        | 82   |
| 4      | Wout van Aert (BEL)    | Team Jumbo–Visma        | 68   |
| 5      | Nairo Quintana (COL)   | Arkéa–Samsic            | 66   |
| 6      | Richard Carapaz (ECU)  | Ineos Grenadiers        | 56   |
| 7      | Ben O'Connor (AUS)     | AG2R Citroën Team       | 44   |
| 8      | Bauke Mollema (NED)    | Trek–Segafredo          | 41   |
| 9      | David Gaudu (FRA)      | Groupama–FDJ            | 41   |
| 10     | Anthony Perez (FRA)    | Cofidis                 | 37   |

### Soutěž mladých jezdců
| Pořadí | Jezdec                       | Tým                | Čas          |
| ------ | ---------------------------- | ------------------ | ------------ |
| 1      | Tadej Pogačar (SLO)          | UAE Team Emirates  | 82h 56' 36"  |
| 2      | Jonas Vingegaard (DEN)       | Team Jumbo–Visma   | + 5' 20"     |
| 3      | David Gaudu (FRA)            | Groupama–FDJ       | + 21' 21"    |
| 4      | Aurélien Paret-Peintre (FRA) | AG2R Citroën Team  | + 39' 09"    |
| 5      | Sergio Higuita (COL)         | EF Education–Nippo | + 1h 05' 27" |
| 6      | Valentin Madouas (FRA)       | Groupama–FDJ       | + 2h 11' 39" |
| 7      | Neilson Powless (USA)        | EF Education–Nippo | + 2h 13' 33" |
| 8      | Mark Donovan (GBR)           | Team DSM           | + 2h 14' 52" |
| 9      | Jonas Rutsch (GER)           | EF Education–Nippo | + 2h 29' 33" |
| 10     | Brent Van Moer (BEL)         | Lotto–Soudal       | + 2h 41' 12" |

### Soutěž týmů
| Pořadí | Tým                     | Čas          |
| ------ | ----------------------- | ------------ |
| 1      | Team Bahrain Victorious | 249h 16' 47" |
| 2      | EF Education–Nippo      | + 19' 12"    |
| 3      | Team Jumbo–Visma        | + 1h 11' 35" |
| 4      | Ineos Grenadiers        | + 1h 27' 10" |
| 5      | AG2R Citroën Team       | + 1h 31' 54" |
| 6      | Bora–Hansgrohe          | + 1h 36' 44" |
| 7      | Trek–Segafredo          | + 1h 47' 04" |
| 8      | Astana–Premier Tech     | + 2h 01' 45" |
| 9      | Movistar Team           | + 2h 04' 28" |
| 10     | UAE Team Emirates       | + 2h 38' 08" |